# Mikenska vojska
O vojaški naravi mikenske Grčije (približno 1600–1100 pr. n. št.) v pozni bronasti dobi kažejo številna izkopana orožja, bojevniki in bojne upodobitve v sodobni umetnosti, pa tudi ohranjeni grški linearni zapisi B . Mikenci so vlagali v razvoj vojaške infrastrukture, pri čemer so vojaško proizvodnjo in logistiko nadzirali neposredno iz palačnih centrov. Ta militaristični ethos je navdihnil poznejšo starogrško tradicijo, še posebej Homerjeve epe, ki so osredotočeni na junaško naravo bojev mikenske ere.
V pozno bronasti dobi je bila Grčija razdeljena na vrsto vojaških kraljestev, najpomembnejše pa je bilo v Mikenah, ki jim kultura te dobe dolguje svoje ime, Tirintu, Pilosu in Tebah. Od 15. stoletja pred našim štetjem se je mikenska moč začela širiti proti Egejskim otokom, Anatolski obali in Cipru. Mikenska vojska je imela več skupnih značilnosti z drugimi sodobnimi silami pozne bronaste dobe: sprva je temeljila na težki pehoti, s sulicami, velikimi ščiti in ponekod oklepi. V 13. stoletju pred našim štetjem so se mikenske enote spremenile v taktiki in oborožitvi ter postale bolj enotne in prožne, njihovo orožje pa je postajalo manjše in lažje. Nekatere reprezentativne vrste mikenskega oklepa / orožja so bile čelada iz merjaščevih čekanov in ščit v obliki osmice. Poleg tega je bila večina značilnosti poznejše hoplitove opreme klasične Grčije že znana.

## Vojaški etos
Prisotnost pomembne in vplivne vojaške aristokracije, ki se je oblikovala v mikenski družbi, ponuja presenetljiv vtis o krutih in bojevitih ljudeh. Ta vtis militarizma je okrepljen z utrdbami, postavljenimi po mikenski Grčiji , velikim številom in kakovostjo orožja, pridobljenega iz mikenskih kraljevih grobov, umetniškimi prikazi vojnih prizorov in besedilnimi dokazi, ki jih zagotavljajo Linearni zapisi B. Linearni zapisi B ponujajo tudi nekaj podrobnosti o organizaciji vojaškega osebja, medtem ko je vojaško proizvodnjo in logistiko nadzoroval osrednji organ palače. Glede na zapise v palači Pilos je bila vsaka podeželska skupnost (damos) dolžna oskrbeti določeno število moških, ki so morali služiti v vojski; podobno službo je opravljala tudi aristokracija .
Glavna božanstva, ki so videti bojevite narave, sta bila Ares (Linearna B: A-re) in Atena Potnia (Linearna B: A-ta-na Po-ti-ni-ja). 

## Taktika in evolucija
Mikenska vojska je imela več skupnih značilnosti z drugimi pomembnimi silami pozne bronaste dobe: sprva je temeljila na težki pehoti, ki je nosila sulice, velike ščite in ponekod oklep . Pozneje, v 13. stoletju pred našim štetjem, se je mikenska vojska spremenila tako v taktiki kot v orožju. Oborožene enote so postale bolj enotne in prožne, orožje pa je postajalo manjše in lažje. Kopje je ostalo glavno orožje med mikenskimi bojevniki do konca bronaste dobe, meč pa je v boju odigral stransko vlogo.
Natančna vloga in prispevek bojnih kočij na bojišču je sporna zaradi pomanjkanja zadostnih dokazov . Na splošno se zdi, da so se v prvih stoletjih (16. – 14. stoletje pred našim štetjem) kočije uporabljale kot bojno vozilo, kasneje v 13. stoletju pred našim štetjem njihova pa je bila vloga omejena na bojišče . Del mikenske vojske so bili tudi vojščaki na konjih, vendar njihova natančna vloga ni jasna zaradi pomanjkanja arheoloških podatkov .

## Fortifikacije
Gradnja obrambnih struktur je bila tesno povezana z ustanovitvijo palačnih središč v celinski Grčiji. Glavna mikenska središča so bila dobro utrjena in so bila običajno na povišanem terenu, kot so Atene, Tirint in Mikene ali na obalnih ravnicah v primeru Gla. Mikenski Grki so cenili simboliko vojne kot izraženo v obrambni arhitekturi, zato so ciljali tudi na vizualen vtis svojih utrdb. Stene so bile zgrajene v kiklopskem slogu; zgrajene iz velikih, neobdelanih balvanov, debelih več kot 8 m, ki so tehtali več metričnih ton. Izraz Kiklopski so izpeljali Grki klasične dobe, ki so verjeli, da bi takšne megalitske strukture lahko zgradili le mitski velikani, Kiklopi. Po drugi strani so zid iz rezanega kamna uporabljali samo v vhodnih poslopjih in okoli njih.

## Orožje

### Ofenzivno orožje
Kopja so bila sprva dolga in dvoročna, dolge več kot 3 m in so jih držali z obema rokama. V poznejših mikenskih stoletjih so bile uvedene krajše različice, ki so jih po navadi spremljali majhni tipi ščitov, predvsem okrogle oblike. Te kratke sulice so bile uporabljene za potiskanje in metanje.
Od 16. stoletja pred našim štetjem so se pojavili meči, ki so imeli podaljšek rezila. Bili so dolgi 130 cm in široki 3 cm. Druga vrsta, enojni meč je bil trden kos brona dolg c. 66 cm  –74 cm. Ta krajši meč je bil najverjetneje uporabljen za spopad v bližini. V 14. stoletju pred našim štetjem sta bili obe vrsti postopno spremenjeni z močnejšim oprijemom in krajšimi rezili. Končno je v 13. stoletju pred našim štetjem v mikenski Grčiji postala priljubljena nova vrsta meča, Naue II, imenovan po Juliusu Naueu, ki jih je prvi opisal in znan tudi kot Griffzungenschwert ali 'meč z jezikom'.
Od zgodnjega obdobja se je na bojišču  običajno uporabljalo lokostrelstvo. [20] Drugo uporabljeno ofenzivno orožje so bili bojni kiji, sekire, prače in lahka kopja.

### Ščiti
Zgodnja mikenska vojska je uporabljala 'stolpaste ščite', velike ščite, ki so pokrivali skoraj celotno telo. Vendar pa je bila z uvedbo bronastega oklepa ta vrsta manj izkoriščena, četudi se ni povsem opustila, kot je potrjeno v ikonografiji. Ščiti v obliki osmice so postali najpogostejša vrsta mikenskih ščitov. Narejeni so bili iz več plasti plošč, v nekaterih primerih so bili ojačani z bronastimi ploščami. V poznejšem mikenskem obdobju so bile sprejete manjše vrste ščitov. Bili so popolnoma okrogle oblike ali skoraj krožni z izrezanim delom na spodnjem robu. Ti so bili narejeni iz več plasti usnja z bronastim čepom in ojačitvami. Občasno se zdi, da so bili v celoti izdelani iz brona.

### Čelade
Najpogostejša vrsta mikenske čelade je koničasta ojačana z vrstami merjaščevih čekanov. Ta vrsta je bila široko uporabljena in je postala najbolj prepoznaven kos mikenskega oklepa, saj je bil v uporabi od začetka do propada mikenske kulture. Znana je tudi iz več upodobitev sodobne umetnosti v Grčiji in Sredozemlju. Take čelade so bile sestavljene iz usnjenega čepa iz klobučevine, na katerega so bili prišiti v več vrstah merjaščevi čekani.
Uporabljene so bile tudi čelade v celoti iz brona, nekatere pa so imele velike ščitnike za ličnice, verjetno zašite ali prikovane na čelado, ter zgornji preluknjani vozel, ki je držal greben. Za pritrditev notranje oblazinjenja so bile uporabljene majhne luknje okrog ščitnikov ličnic in spodnjega roba čelade. Uporabljene so bile tudi druge vrste bronastih čelad. V poznem mikenskem obdobju so bile uporabljene tudi druge vrste, kot so čelade z rogovi iz usnjenih trakov.

### Oklep
Reprezentativni kos mikenskega oklepa je oklep iz Dendre (približno 1450–1400 pr. n. št.), ki je bil sestavljen iz kirasa iz celotnega niza bronastih elementov. [29] Bil je dovolj prilagodljiv in udoben, da ga je bilo mogoče uporabiti za boj peš. Skupna teža oklepa je približno 18 kg. Pomembni dokazi o mikenskem oklepu so bili najdeni tudi v Tebah (približno 1350–1250 pr. n. št.), ki vključujejo par ščitnikov za ramena, manjše od tistih iz Dendre, z dodatnimi ploščami, ki ščitijo nadlakti, pritrjene na spodnji rob ščitnika za ramena.
Uporaba luskastega oklepa je očitna v poznejših mikenskih stoletjih, kar je razvidno iz ikonografije in arheoloških najdb. Na splošno je večina značilnosti poznejšega hoplitovega oklepa klasične grške antike že bila znana v mikenski Grčiji.

## Kočije
Kočija z dvema konjema se je pojavila na grškem kopnem vsaj od 16. stoletja pred našim štetjem. Mikenske kočije so se razlikovala od tistih, ki so jih uporabljale sodobne sile na Bližnjem vzhodu. Glede na ohranjene zapise Linearne B so lahko palačne države Knosos in Pilos zagotovile več sto.  Najpogostejša vrsta mikenskih kočij je bila 'dvojna kočija', ki se je pojavila sredi 15. stoletja pred našim štetjem. V 14. stoletju pred našim štetjem se je pojavila lažja različica, kočija z ograjo, ki je imela odprto kabino in je bila najverjetneje uporabljena kot prevoz na bojišče in ne kot bojno vozilo.

## Ladje
Mikenske ladje so bila plovila s plitvim ugrezom in jih je bilo mogoče zasidrati v peščenih zalivih. Bila so plovila različnih velikosti, z različnim številom veslačev. Največja ladja je verjetno imela posadko od 42 do 46 veslačev, z enim krmilom, kapitanom, dvema spremljevalcema in kompletom bojevnikov.
Najpogostejša vrsta mikenske ladje, ki je znana iz upodobitev sodobne umetnosti, je bila galeja z dolgim in ozkim trupom. Oblika trupa je bila zgrajena tako, da so lahko namestili kar največje število veslačev. Tako bi lahko dosegli večjo hitrost ne glede na vetrovne razmere. Čeprav je imela jambor in jadro, je bila manj učinkovit kot jadrnica. Mikenska galeja je nudila določene prednosti. Čeprav je bila lažja v primerjavi z jadrnico z minojske Krete, je v njej sedelo več veslačev. Krmilni mehanizem je bilo trikotno krmilo, predhodnik krmila iz arhaične dobe.

## Akcije
Okoli leta 1450 pred našim štetjem je bila Grčija razdeljena na vrsto vojaških kraljestev, najpomembnejše pa je bilo v Mikenah, Tirntu, Pilosu in Tebah. Pred koncem istega stoletja je to militaristično civilizacijo v Egejskem morju nadomestila nekdanja civilizacija minojske Krete, ki so jo obvladovali duhovniki. Mikene so tako začele graditi svojo pomorsko moč v Egejskem morju in se razširile proti Egejskim otokom in Anatolski obali . Bojevita narava Miken je bila verjetno odločilni dejavnik v njihovih diplomatskih odnosih do drugih sil pozne bronaste dobe. Mikenski bojevniki so bili najeti tudi kot plačanci v tujih vojskah, kot je Egipt.
Sodobna hetitska besedila kažejo na prisotnost Ahhiyawa, ki je okrepila svoj položaj v zahodni Anatoliji od c. 1400 do c. 1220 pr. n. št. Ahhiwava je splošno sprejeto kot hetitski prevod mikenske Grčije (Ahajci v homerski grščini) . 
V tem obdobju so bili kralji Ahhiyawe očitno sposobni spoprijeti se s hetitskimi kralji tako na vojaški kot diplomatski način.  Njihova dejavnost je bila vmešavanje v anatolske zadeve, s podporo protihetitskih vstaj ali prek lokalnih vazalnih vladarjev, ki jih je kralj Ahhiyawa uporabljal kot sredstvo za razširitev svojega vpliva. V eni priložnosti, c. leta 1400 pred našim štetjem je Attarsiya (možen hetitski prevod Atreja) sprožil akcijo, v kateri je napotil vojsko na čelu z bojnimi kočijami in napadel regije, ki so bile pod vplivom Hetitov. Kasneje je Attarsiya napadel otok Alashiya (Ciper) skupaj s številnimi njegovimi anatolskimi zavezniki . Napadalnim silam je končno uspelo nadzorovati otok in strmoglaviti lokalne hetitske oblasti. Pohodi Attarzije predstavljajo najstarejšo zabeleženo mikensko grško vojaško dejavnost proti Hetitom. Spopad med Hetiti in Ahhivanom v Vilusi, hetitsko ime za Trojo, je bil v 13. stoletju pred našim štetjem zgodovinski temelj za tradicijo Trojanske vojne .
Okoli leta 1250 pred našim štetjem so nastali prvi valovi uničenja v različnih središčih Grčije zaradi razlogov, ki jih arheologi ne morejo ugotoviti. Zdi se, da so ti incidenti sprožili množično krepitev in širitev utrdb na različnih mestih. V nekaterih primerih so bili uvedeni tudi ukrepi za oblikovanje podzemeljskih prehodov, ki so vodili do podzemnih cistern. Kljub temu pa noben od teh ukrepov ni preprečil dokončnega uničenja mikenskih palačnih centrov v 12. stoletju pred našim štetjem. O razlogih, ki vodijo do propada mikenske kulture, vroče razpravljajo učenjaki. Dve najpogostejši teoriji sta gibanje prebivalstva in notranji konflikti.

## Zapuščina
Zaradi informacij, ki jih ponujajo grški epi in zlasti Homerjevi epi, Iliada in Odiseja, je bilo to časovno obdobje grške zgodovine obravnavano kot obdobje junakov bojevnikov, ki so vodili različne vojaške akcije v Grčiji in sosednjih območjih. V Homerjevih epih so mikenski Grki prikazani kot prepirljivi ljudje in bojevita elita, ki jim je bila najvišja vrednota osebna čast.